# Royuela de Río Franco (kommunhuvudort)
Royuela de Río Franco är en kommunhuvudort i Spanien.   Den ligger i provinsen Provincia de Burgos och regionen Kastilien och Leon, i den centrala delen av landet, 180 km norr om huvudstaden Madrid. Royuela de Río Franco ligger 831 meter över havet och antalet invånare är 279.
Terrängen runt Royuela de Río Franco är huvudsakligen platt. Royuela de Río Franco ligger nere i en dal. Runt Royuela de Río Franco är det mycket glesbefolkat, med 5 invånare per kvadratkilometer. Närmaste större samhälle är Lerma, 16,4 km öster om Royuela de Río Franco. Trakten runt Royuela de Río Franco består till största delen av jordbruksmark.